# Onthophagus bidens
Onthophagus bidens är en skalbaggsart som beskrevs av Olivier 1789. Onthophagus bidens ingår i släktet Onthophagus och familjen bladhorningar. Inga underarter finns listade i Catalogue of Life.